# Witsanti
Witsanti (vertaald wit zand) is een dorp in het district Para. Het heeft een goede bereikbaarheid net voor Zanderij (luchthaven) en aan de John F. Kennedyweg.
In het dorp wonen een kleine duizend inheemsen van de volken Karaïben en Arowakken. De kapitein (dorpshoofd) is sinds minstens 2008 Patrick Mandé (stand 2022).
Witsanti is het geboortedorp van Steven Relyveld, de voormalig minister van Ruimtelijke Ordening, Grond- en Bosbeheer. De grondenrechtenproblematiek bleef bestaan tijdens zijn ministerschap (2013-2017). Dit bracht de positie van Mandé in 2015 in gevaar, vooral omdat NV Luchthavenbeheer een claim op grond van de inheemse bewoners legde. In 2016 werden Mandé en een van zijn basja's gearresteerd vanwege het grensschil. De bewoners barricadeerden de weg tussen Zanderij en Witsanti om ze vrij te krijgen, wat tot files bij de luchthaven leidde.
In 2015, rond dezelfde tijd dat het grondrechtenprobleem in Witsanti oplaaide, schonk Relyveld het dorp een aula. Deze financierde hij uit eigen middelen. Ook kwam er door zijn toedoen een nieuw dorpskamp. Verder werd dit jaar een kunstgrasveld aangelegd door de overheidsinstantie Suriname Sport Ontwikkelingsfonds. Het kunstgrasveld kreeg in 2019 verlichting, zodat niet alleen in de felle zon, maar ook in de koelere avonden gevoetbald kan worden. De verlichting werd geschonken door NV Luchthavenbeheer.
In 2021 kwam het boek Wit Santi, onze geschiedenis uit. Het onderzoek werd tussen 2019 en 2021 uitgevoerd door VIDS binnen het Indigenous Navigator Program dat werd gefinancierd door de Europese Unie.